# Hysterocrates greshoffi
Hysterocrates greshoffi är en spindelart som först beskrevs av Simon 1891.  Hysterocrates greshoffi ingår i släktet Hysterocrates och familjen fågelspindlar.
Artens utbredningsområde är Kongo. Inga underarter finns listade i Catalogue of Life.